# Ruanda hívójelkörzetei
Ruanda jelenleg (2024) nincs felosztva hívójelkörzetekre.
A Ruanda számára az ITU a 9X hívójelprefixet határozta meg.
| Prefix | Körzet | Hely/jelleg | ITU zóna | CQ zóna | 1 szintű QTH lokátor |
| ------ | ------ | ----------- | -------- | ------- | -------------------- |
| 9X     | [0..9] | Ruanda      | 52       | 36      | KI                   |

## Lajstromjel
Vízi és légi járművek lajstromjelezéséhez a 9XR prefixet használják.